# Tegeocranellus opcus
Tegeocranellus opcus är en kvalsterart som beskrevs av Tseng 1982. Tegeocranellus opcus ingår i släktet Tegeocranellus och familjen Tegeocranellidae. Inga underarter finns listade i Catalogue of Life.